# Rombische dodecaëder
Een rombische dodecaëder is een catalanlichaam met 12 ruiten als zijvlakken. Een rombische dodecaëder is dus een romboëder en tevens zijvlaktransitief, maar niet hoekpunttransitief. Het duale veelvlak is de kuboctaëder.
Het is met de rombische dodecaëder mogelijk de driedimensionale  ruimte volledige te vullen. Die ruimtevulling ontstaat wanneer de dichtste bolstapeling, de hexagonale dichtste stapeling, van even grote bollen wordt samengedrukt tot er geen ruimte meer tussen de bollen overblijft.
De rombische dodecaëder komt in de natuur als kristalstructuur voor, bijvoorbeeld in granaat.
De lange diagonalen in de zijvlakken zijn {\displaystyle {\sqrt {2}}} keer langer dan de korte diagonalen. De oppervlakte {\displaystyle A} en het volume {\displaystyle V} van een rombische dodecaëder, waarbij {\displaystyle a} de lengte van een ribbe is, zijn:
{\displaystyle A=8{\sqrt {2}}a^{2}} en
{\displaystyle V={\frac {16}{3{\sqrt {3}}}}a^{3}}.